# Максимово (Старицький район)
Максимово (рос. Максимово) — присілок в Старицькому районі Тверської області Російської Федерації.
Населення становить 150 осіб. Входить до складу муніципального утворення сільське поселення станція Стариця.

## Історія
Від 2005 року входить до складу муніципального утворення сільське поселення станція Стариця. Раніше населений пункт належав до Максимовського сільського округу.

## Населення
| 1859 | 1886 | 1997 | 2002 | 2008 | 2010 |
| ---- | ---- | ---- | ---- | ---- | ---- |
| 230  | ↗305 | ↘154 | ↗165 | ↘163 | ↘150 |